# یوسف (سوره)
سورهٔ یوسف سورهٔ دوازدهم قرآن است، دارای ۱۱۱ آیه است و سوره‌ای مکی است. تمام آیات این سوره به جز چند آیهٔ آخر آن سرگذشت یوسف فرزند یعقوب را بیان می‌کند و از مجموع ۲۷باری که کلمهٔ «یوسف» در قرآن به کار رفته، ۲۵بار آن در این سوره است. قرآن این داستان را «بهترین داستان‌ها» می‌نامد و یوسف را قهرمان عرصهٔ تقوا و پاکدامنی معرفی می‌کند. داستان یوسف در قرآن با آنچه در تورات آمده متفاوت است از این نظر که در داستان قرآنی یعقوب دروغ فرزندانش را در مورد کشته‌شدن یوسف باور نمی‌کند و شکیبایی پیشه می‌کند. روایت قرآن بیشتر به آثار تفسیری مسیحی و یهودی، به‌طور مشخص آثار مسیحی سریانی نزدیک است و اغلب تفاوت‌هایش با تورات قبل‌تر در این منابع ذکر شده‌اند.

## تفاوت‌ها با تورات
از جمله تفاوت‌های روایت قرآن و تنخ این است که یعقوب — هر چند برای یوسف عزاداری می‌کند اما — می‌داند یوسف نمرده‌است. از دیگر نکات قابل توجه روایت قرآن این است که مادر یوسف هم به همراه یعقوب و فرزندانش راهی مصر می‌شود و با یوسف دیدار می‌کند، در حالی‌که در تورات راحیل در زمان زاییدن بنیامین می‌میرد؛ برخی از مفسران مسلمان این‌گونه تفسیر کرده‌اند که منظور قرآن از «مادر یوسف»، خالهٔ او بوده‌است. در قرآن یعقوب به یوسف هشدار می‌دهد که خوابش را برای برادرانش بازگو نکند که چنین چیزی در آثار منسوب به نرسه سریانی یافت می‌شود. در آثار منسوب به نرسه سریانی، برخلاف تورات، گفته شده که یعقوب متوجه شد که برادران یوسف دربارهٔ مرگ او دروغ گفته‌اند که در قرآن نیز دیده می‌شود. در تورات تنها به «حیوان درنده» اشاره شده اما آثار سریانی و قرآن از «گرگ» نام برده‌اند. قرآن می‌گوید همسر عزیز مصر زنان مصر را گرد آورد تا زیبایی یوسف را ببینند که در چند منبع میدراشی وجود دارد. بر اساس آیات ۵۰ تا ۵۳ سوره یوسف، او اعتراف می‌کند که در حق یوسف بدی کرده‌است. این را پیشتر افرایم سوری (درگذشته ۳۷۳ میلادی) در تفسیر خود بر سفر پیدایش نوشته‌است. در قرآن به کور شدن یعقوب و بینا شدنش با دیدن پیراهن یوسف اشاره شده‌است؛ این در واقع بازتابی از تفاسیر یهودی و مسیحی دربارهٔ «زنده شدن روح یعقوب» (پیدایش ۴۵:۲۷) با دیدن ارابه‌های هدایای یوسف در تورات است.
به گفته ریندولدز، روی هم رفته این تفاوت‌ها نشان می‌دهد که قرآن بیش از آن‌که با خود کتاب مقدس در ارتباط باشد، با آثار جانبی پیرامون آن — به خصوص آثار تفسیری سریانی مسیحی — آشناست.

## در روایات شیعه
- علی بن ابی‌طالب در اینباره گفته‌است:[۸]

«سوره یوسف را به زنان خود نیاموزید و آن را برای آن‌ها تلاوت ننماید؛ زیرا در آن وسوسه‌هایی است. به آنان سوره نور را بیاموزید، زیرا حاوی پند و اندرز است.»
- جعفر صادق نیز دراینباره گفته‌است:[۸]

«هر که این سوره را بنویسد و سه روز در منزل خود نگاه دارد، سپس آن را بیرون از منزل، کنار یکی از دیوارهای خانه مدفون سازد، طولی نمی‌کشد که فرستادهٔ صاحب قدرت و مکنتی او را نزد خویش فرا می‌خواند، و به اذن خداوند حاجت‌های او را برآورده می‌سازد؛ و نیکوتر از همه این است که، این سوره را بنویسد و با آب آن را بنوشد که خداوند روزی او را فزونی می‌دهد و به اذن خدا برای او بهره‌های فراوان قرار می‌دهد.»